# Соляные пустыни Ирана
Соляные пустыни Ирана занимают почти все внутренние поверхности Иранского нагорья, а также многие расселины между горами.
Деште-Кевир (Большая соляная пустыня), имеющая площадь 97945, расположена в центре и на востоке Ирана в провинциях Семнан, Исфахан, Йезд и Хорасан, её протяженность — 675 км, ширина (с севера на юг) — от 100 до 300 км, годовое количество осадков — около 100 мм, разность температур ночью и днем в течение года — между нулем и 70 градусами.
Вторая по величине пустыня Ирана — Кевире-Лут (встречается название Деште-Лут), имеющая площадь 95800 км, расположенная между провинциями Хорасан, Керман и Йезд и являющаяся одной из самых засушливых и жарких пустынь в мире. Протяженность этой пустыни с северо-запада на юго-восток составляет максимум 700 км, ширина — между 50 и 150 км. Кевире-Лут в первом приближении можно разделить на Северный и Южный Лут. Северный Лут начинается вблизи г. Тебес и соединяется с Деште-Кевир через узкий горный проход на юге Робате-Хан, а Южный Лут заканчивается у предгорья Систана и Белуджистана на востоке и горной цепи Джебель-Барез, Палвар и Джоупар в провинции Керман.
Совокупность пустынь Кевире-Лут и Деште-Кевир занимает обширное пространство территории Ирана и, по словам Альфонса Габриэля, «весь большой пояс пустынь, простирающийся от гор Эльбурс до Белуджистана, полон соляных болот. Предполагается, что они могут занимать около трети поверхности территории Ирана». Также наиболее низкая точка на территории Ирана (после прибрежных районов севера и юга) находится на высоте 56 м в расселине Кевире-Лут, в то время как средняя высота поверхности Ирана над уровнем моря составляет более 1200 м.
Помимо двух упомянутых выше широких пустынь, некоторые части которых также обозначаются разными иными названиями, в географическом пространстве Ирана существует также множество других пустынь, названия и данные о ряде из них приведены далее.
Кевире-Немек, обширный солончак на северо-востоке области Табас в провинции Йезд, протяженность которого составляет 60 км, средняя ширина — 17 км, а площадь — 660 км. Солончаковая пустыня Сирджан длиной 57 км и площадью 450 км в провинции Керман, пустыня Абаркух, широкий солончак площадью приблизительно 1320 км и протяженностью 65 км в провинции Йезд. Пустыня Даранджир, солончак протяженностью 95 км, шириной 15 км и площадью 920 км в областях Эрдекан и Бафк провинции Йезд. Саганд, солончаковая пустыня протяженностью 105 км в области Эрдекан провинции Йезд. Сияхкух, солончак протяженностью 65 км, шириной 15 км и площадью 940 км, расположенный в областях Наин и Эрдекан провинций Исфахан и Йезд. Пустыня Мервест, солончак площадью 340 км в области Мехриз в провинции Йезд, имеющая протяженность 60 км. Кроме пустыни Кевир-е Мейкан рядом с городом Эрак, которая во время дождей превращается в озеро, почти все пустыни Ирана располагаются на востоке страны, поэтому плотность населения в этой части также гораздо ниже, чем на западе. Среди других пустынь можно указать на пустыни Меср, Маранджаб, Зардгах, Риге-Заррин, Хур и Биабанак.
Даниил Клинский приводит данные по около 60 пустыням на территории Ирана и также, как многие ученые-географы, полагает, что существующие пустыни возникли на месте озёр, постепенно пересохших под влиянием изменений в атмосфере, произошедших в конце Ледникового периода (около 12 000 лет назад).